# 銘傳站
25°05′14″N 121°31′35″E / 25.0872°N 121.5264°E
銘傳站，工程代碼R19，位於中華民國臺北市士林區，曾是臺北捷運淡水信義線規劃中的捷運車站。因車站用地須拆遷民宅造成當地居民反對，臺北市政府捷運工程局廢止該站的設站計劃，並於車站代碼R18站（位於現今公車劍潭站牌空地）與該站間中間折衷設置R18A站，也就是今日劍潭站。

## 車站概要
車站原計劃設於銘傳大學門口偏南，在中山北路五段與文林路間。車站位置於現今士林站與劍潭站(R18A)間。

## 車站構造
| 地上 二樓 | 一月台             | ← 淡水信義線 往淡水／北投方向（士林站）                           |
| 地上 二樓 | 島式月台，左側開門 |                                                                   |
| 地上 二樓 | 二月台             | 淡水信義線 往象山／大安方向（劍潭站）→                            |
| 地面      | 大廳 穿堂層        | 出入口、車站大廳、詢問處、自動售票機、驗票閘門 洗手間（付費區內） |

## 車站歷史
1977年，在行政院與交通部指示下，運委會著手規劃台北市捷運路網，建議應於本車站位置設站。
1983年，英國大眾捷運顧問工程司（British Mass Transit Consultants；BMTC）版本的建議路網中延續運委會之建議，規劃於此設站。
1985年，TTC版本的規劃路網延伸自BMTC版本，並也規劃設置此站。
1986年，經由中華民國行政院核定，為初期建設路網中的車站。
1987年，由於本站用地須拆遷周圍數十棟民宅，造成當地居民強烈反對。捷運局提出縮小設站、改線基河路、與南側劍潭站合併3個替代方案。
後採用方案3將南側劍潭站北移至今日劍潭站位置，並取消本站設置。

## 車站週邊
- 銘傳大學
- 士林夜市
- 陽明戲院